# Сражение при Кампо-Тенезе
Сражение при Кампо-Тенезе (фр. Bataille de Campo Tenese) — решающее сражение Неаполитанской войны 1806 года, части Наполеоновских войн. Две дивизии французской армии под командованием Эбенезера Ренье разбили на севере Калабрии неаполитанские войска Роже де Дамаса, с большими потерями для последних, и вышли к Мессинскому проливу.
8 февраля 1806 года началась Неаполитанская война, когда французские колонны пересекли границу, не встретив сопротивления и посеяв панику среди неаполитанского королевского двора. 11 февраля королева Мария Каролина бежала из Неаполя на Сицилию. Ей предшествовал Фердинанд, который уплыл 23 января, ещё до вторжения.
На побережье Адриатического моря дивизия Леки через неделю захватила Фоджию. В конце концов итальянский генерал повернул на запад, пересек Апеннины и достиг Неаполя. Колонна Массены быстро прибыла к Гаэте, примерно в 40 милях (64 км) к северу от Неаполя, где Гессен отказался сдаться. Поскольку мощная крепость доминировала над прибрежной дорогой, французский командующий оставил дивизию Гарданна, чтобы заблокировать её, и двинулся к Неаполю с другой своей пехотной дивизией. 14 февраля Массена захватил Неаполь, и на следующий день Жозеф с триумфом вошел в город. Фердинанд оставил большое количество пороха и не менее 200 пушек. Усиленная дивизией Вердье из основных сил Массены, колонна Ренье достигла Неаполя в конце февраля после марша по малоизвестным дорогам. В это время Жозеф взял на себя управление армией. Он разместил все войска в окрестностях Неаполя под командованием Массены, свои подвижные силы под командованием Ренье и войска на Адриатической стороне под командованием Сен-Сира. Жозеф приказал Ренье быстро идти к Мессинскому проливу. Получив известие о том, что неаполитанская армия готова сражаться на юге, Ренье покинул Неаполь и двинулся в атаку с примерно 10 000 солдат.
Неаполитанские армии отступили перед французским вторжением. Розенхайм, колонну которого сопровождал наследный принц Франциск, отступил перед дивизией Леки на восточном побережье, в то время как Дамас наблюдал за французами с юга от Неаполя. Левое крыло Дамаса насчитывало от 6000 до 7000 регулярных войск плюс калабрийское ополчение. Правое крыло Розенхайма насчитывало несколько меньше солдат. Командиры двух неаполитанских крыльев надеялись соединить свои силы у Кассано-аль-Ионио. Дамас решил удерживать позиции в горах, пока его коллега не достигнет места встречи. 6 марта в Лагонегро авангард легкой пехоты Ренье обнаружил арьергард ополчения Дамаса. Французы разбили своих противников, потеряв 300 человек и четыре артиллерийских орудия. Разведчики Ренье обнаружили позицию Дамаса 8 марта, и французский генерал приготовился атаковать на следующий день.
Левое крыло под командованием Дамаса насчитывало около 14 000 солдат, половина из которых были регулярными войсками. Его отряд занял сильную позицию возле Кампо-Тенезе. Его силы были размещены в долине шириной 1500 ярдов (1372 м), оба фланга которой были защищены горами. Входы и выходы в долину представляли собой узкие ущелья. Проход за спиной неаполитанцев был слабым местом в оборонительной схеме. Дамас поставил девять батальонов в первую линию, защитив три артиллерийских редута. Первую линию поддерживала кавалерия, а остаток его сил был развернут во второй линии. Дамас не разместил никаких войск на флангах.
Войска Ренье выступили утром 9 марта. Им благоприятствовал ветер, который сыпал снегом в глаза защитникам. Французский генерал поставил одну бригаду с фронта и организовал фланговую колонну, чтобы обойти неаполитанский правый фланг. Вердье был во главе резерва. К 15:00 все было готово. Лёгкая пехота Ренье гуськом преодолела скалы на правом фланге Дамаса и в конце концов вышла в тыл противнику. Бой начался с перестрелки, а затем французы атаковали, сея замешательство. Тем временем бригадный генерал Луи Фурси Анри Компер возглавил лобовую атаку. В ходе главной атаки французы сначала вступили в перестрелку, а затем ринулись вперед на редуты. Неаполитанская линия расстроилась, и солдаты бросились к выходу из дефиле. Вскоре перевал был забит бегущими солдатами, что позволило французам взять в плен около 2000 неаполитанцев, в том числе двух генералов.
В битве при Кампо-Тенезе неаполитанцы потеряли 3000 человек, а вся их артиллерия и обоз были захвачены. Потери французов были небольшими. Это сражение покончило с неаполитанскими войсками. К 13 марта Ренье преодолел расстояние в 60 миль (97 км) до Козенцы. Через неделю французы были в Реджо-ди-Калабрия у Мессинского пролива.